# جوني وليامز (لاعب كرة قاعدة)
جوني وليامز (بالإنجليزية: Johnnie Williams)‏ هو لاعب كرة قاعدة أمريكي، ولد في 16 يوليو 1889 في هونولولو في الولايات المتحدة، وتوفي في 8 سبتمبر 1963 في لونغ بيتش في الولايات المتحدة.

## وصلات خارجية
- جوني وليامز على موقعبيزبول رفرنس.كوم (الدوري الرئيسي) (الإنجليزية)
- جوني وليامز على موقعبيزبول رفرنس.كوم (الدوري الثانوي) (الإنجليزية)